# 마르크스주의 비판
마르크스주의에 대한 비판 ( 반마르크스주의 라고도 불림)은 다양한 정치 이념 과 학문 분야 에서 나왔다. 여기에는 독단주의에 대한 일반적인 지적 비판, 내부 일관성 부족, 유물론 (철학적, 역사적 모두)과 관련된 비판, 마르크스주의가 역사적 결정론 의 한 유형이거나 개인의 권리를 억압해야 한다는 주장, 공산주의 실행 문제가 포함되었다. 가격 신호의 왜곡 또는 부재, 인센티브 감소 등 경제적 문제. 또한, 경험적, 인식론적 문제가 자주 확인된다.
일부 민주사회주의자들 과 사회민주주의자들은 사회가 계급 갈등 과 프롤레타리아 혁명을 통해서만 사회주의를 달성할 수 있다는 생각을 거부한다. 많은 무정부주의자들은 일시적인 국가 단계의 필요성을 거부한다. 일부 사상가들은 역사유물론, 노동가치론 등 마르크스주의 이론의 근본을 거부하고, 자본주의를 비판 하고 다른 주장을 통해 사회주의를 옹호하기도 했다.
일부 동시대 마르크스주의 지지자들은 마르크스주의 사상의 여러 측면이 실행 가능하다고 보지만 경제, 정치, 사회 이론의 특정 측면에 관해서는 그 자료가 불완전하거나 시대에 뒤떨어진다고 주장한다. 따라서 그들은 마르크스주의 개념을 막스 베버(Max Weber) 와 같은 다른 이론가들의 사상과 결합할 수 있다. 프랑크푸르트 학파는 이러한 접근 방식의 한 예를 제공한다.
보수 역사가 폴 존슨(Paul Johnson)은 1988년 저서 지식인 (Intellectuals) 에서 다음과 같이 썼다. "그(마르크스)는 특정 유형의 학자, 특히 탈무드 학자의 특징적인 특성을 발전시켰다고 말해야 한다. 결코 완성되지 않은 백과사전적 작품을 계획하는 것, 모든 비학자에 대한 지독한 경멸, 다른 학자들을 대할 때 극도의 주장과 성급함 등 사실상 그의 모든 작품은 실제로 탈무드 연구의 특징을 가지고 있다. 자신의 분야에서 다른 사람들의 작업에 대한 비평이다."
그는 계속해서 이렇게 말한다. "사실은 마르크스의 증거 사용에 대한 가장 피상적인 조사조차도 그가 사실 데이터에 의존하여 쓴 모든 것을 회의적으로 다루도록 강요한다는 것이다." 예를 들어 존슨은 "자본의 8장 핵심 전체는 사실에 대한 객관적인 조사를 통해 입증된 논제를 입증하기 위한 고의적이고 체계적인 위조"라고 말했다.
마르크스에 대한 폴 존슨의 비판은 그 자체로 마르크스주의 경제학자 리차드 D. 울프(Richard D. Wolff)의 비판을 받았다. 1991년 학술 논문에서 Wolff는 마르크스를 실제로 생산적이지 않은 학자 유형으로 묘사하는 Intellectuals and Johnson의 구절에 대해 논평하면서 탈무드 연구(탈무드에 대한 유대인 연구)와 유사점을 끌어냈다. 아마도 인종차별적인 발언일 것이다. 여기서 Wolff는 Johnson의 책을 다음과 같이 설명한다. "악의적인 가십으로서의 비판... 우파의 분노의 장황한 말은 좌파 사회 비평가, 일반 지식인, 유대인, 여성 및 그러한 일반적인 표적을 구성하는 대부분의 다른 사람들을 대상으로 분출된다."

## 역사적 유물론
역사적 유물론은 마르크스주의의 기반 중 하나로 남아있다. 생산방식의 기술적 진보는 필연적으로 생산의 사회적 관계의 변화를 가져온다고 제안한다. 사회의 이러한 경제적 " 기반 "은 문화, 종교, 정치 및 인류 사회 의식의 모든 측면을 포괄하는 이념적 " 상부 구조 "를 지원하고 반영하며 영향을 미치게 된다. 그리하여 인류 역사의 발전과 변화의 원인을 경제적, 기술적, 더 넓게는 물질적 요인과 종족, 사회 계층, 국가 간의 물질적 이해의 충돌에서 찾는다. 마르크스는 법, 정치, 예술, 문학, 도덕, 종교를 사회의 경제적 기반을 반영하는 상부구조로 이해했다. 많은 비평가들은 이것이 사회의 본질을 지나치게 단순화한 것이라고 주장했으며 마르크스가 상부구조라고 불렀던 것의 사상, 문화 및 기타 측면의 영향이 사회 과정의 경제적 기반만큼 중요하다고 주장했다.  그러나 마르크스주의는 마르크스의 오랜 기고자인 프리드리히 엥겔스(Friedrich Engels) 가 쓴 다음 편지에서 입증된 것처럼 사회의 경제적 기반이 사회를 결정하는 유일한 요소라고 주장하지는 않는다.
유물론적 역사관에 따르면, 역사를 궁극적으로 결정하는 요소는 실생활의 생산과 재생산이다. 이 이상은 마르크스도 나도 주장한 적이 없다. 따라서 누군가 이것을 왜곡하여 경제적 요소가 유일한 결정 요소라고 말한다면 그는 그 명제를 무의미하고 추상적이고 무의미한 문구로 변형시키게 된다.
비평가들에 따르면, 이는 마르크스주의에 또 다른 문제를 야기하기도 한다. 상부구조가 토대에도 영향을 미친다면, 사회의 역사는 경제적 계급 갈등의 역사라는 마르크스의 끊임없는 주장은 필요하지 않다. 그러면 이것은 베이스가 먼저인지 상부 구조가 먼저인지에 대한 고전적인 닭이냐 달걀이냐 하는 논쟁이 될 뿐이다. 피터 싱어(Peter Singer)는 이 문제를 해결하는 방법은 마르크스가 경제적 기반을 궁극적으로 현실로 보았다는 점을 이해하는 것이라고 제안한다. 마르크스는 인류를 정의하는 특징은 생산 수단 이므로 인간이 억압에서 벗어날 수 있는 유일한 방법은 생산 수단을 통제하는 것이라고 믿었다. 마르크스에 따르면 이것이 역사의 목표이며 상부구조의 요소는 역사의 도구로 작용한다.
마르크스는 물질적 기반과 이데올로기적 상부구조의 관계가 인과관계가 아니라 결정관계라고 주장했다. 그러나 마르크스에 대한 일부 비판자들은 마르크스가 상부구조가 토대에 의해 발생한 효과라고 주장했다고 주장해 왔다. 예를 들어, 무정부주의 자본주의자 머레이 로스바드는 마르크스가 사회의 "기반"(기술과 사회적 관계)이 상부구조에서 사회의 "의식"을 결정한다고 주장함으로써 역사적 유물론을 비판했다.]

## 역사적 결정론
마르크스의 역사 이론은 사회 변화를 위한 내생적 메커니즘으로서의 법적 유물론에 대한 그의 의존과 연결된 역사적 결정론 의 변형으로 간주되어 왔다. 마르크스는 이렇게 썼다:
발전의 특정 단계에 이르면 사회의 물질적 생산력은 기존의 생산 관계와 충돌하게 된다. 즉, 이는 단지 법적 용어로 동일한 표현일 뿐이다. 즉, 지금까지 작동해 온 틀 내에서 소유 관계와 충돌하게 된다. 생산력의 발전 형태로 인해 이러한 관계는 족쇄로 변한다. 그러면 사회 혁명의 시대가 시작된다. 경제적 기반의 변화는 조만간 거대한 상부구조 전체의 변화로 이어진다.
변증법의 개념은 고대 그리스 철학자 들의 대화에서 처음 등장했지만, 19세기 초 게오르그 빌헬름 프리드리히 헤겔에 의해 역사적 진화의 종종 반대되는 세력을 설명하기 위한 개념적 틀로 부활했다. 역사적 결정론은 Arnold Toynbee 및 Oswald Spengler 와 같은 학자들과도 연관되어 있지만 최근에는 이러한 개념적 접근 방식이 더 이상 사용되지 않는다.
테리 이글턴(Terry Eagleton)은 마르크스의 저작이 "지금까지 일어난 모든 일이 계급투쟁의 문제라는 의미로 받아들여져서는 안 된다. 오히려 계급투쟁은 인류 역사에 가장 근본이 된다는 뜻"이라고 썼다.
학자인 피터 스틸먼(Peter Stillman)은 결정론자로서의 마르크스의 지위가 "신화"라고 믿는다. 프리드리히 엥겔스(Friedrich Engels) 자신은 마르크스 사상을 결정론적이라고 생각하는 것에 대해 다음과 같이 경고했다. "유물론적 역사관에 따르면, 역사의 궁극적인 결정 요소는 실제 삶의 생산과 재생산이다. 이에 대해서는 마르크스도 나도 주장한 적이 없다. 누군가 이것을 왜곡하여 경제적 요소가 유일한 결정 요소라고 말하면 그는 그 명제를 무의미하고 추상적이고 무의미한 문구로 변형시켰다." 또 다른 경우에 엥겔스는 "젊은이들은 때때로 경제적 측면에 기인한 것보다 더 많은 스트레스를 받는다"고 말했다. 역사유물론은 유물론적 역사이론으로 일컬어져 왔지만, 마르크스는 역사의 만능 해결책을 만들어냈다고 주장하지 않았으며, 유물론적 역사관은 "운명에 의해 부과된 일반 행진 의 역사철학적 이론"이 아니라고 주장했다. 그것이 처한 역사적 상황이 무엇이든 모든 사람에게 적용된다." 러시아 신문 Otetchestvennye Zapiskym (1877)의 편집자에게 보낸 편지에서 그는 자신의 생각이 유럽의 실제 상황에 대한 구체적인 연구에 기초하고 있다고 설명한다.

역사의 힘을 이해하기 위한 이러한 접근 방식을 재확인하려는 노력의 일환으로 Prabhat Ranjan Sarkar 는 역사적 진화에 대한 마르크스 사상의 협소한 개념적 기반을 비판했다. 1978년 저서 자본주의와 공산주의의 몰락(The Downfall of Capitalism and Communism) 에서 라비 바트라(Ravi Batra)는 사르카르와 마르크스의 역사적 결정론적 접근 방식의 중요한 차이점을 다음과 같이 지적했다.
인간 요소에 대한 Sarkar의 주요 관심은 그의 논문에 보편성을 부여하는 것이다. 따라서 마르크스에 따르면 사회 진화는 주로 경제적 조건에 의해 지배되는 반면, 사르카르에게는 이 역학이 시간과 공간에 따라 변하는 힘, 즉 때로는 신체적 능력과 고결함, 때로는 교리에 적용되는 지성, 때로는 자본 축적에 적용되는 지성에 의해 추진된다. (p.38). [...] Sarkarian 가설을 방어하는 주요 노선은 현재 평판이 좋지 않은 교리와는 달리 다른 모든 것을 배제하고 특정 특정 점을 강조하지 않는다는 것이다. 그것은 인간 경험의 총합, 즉 전체 인간 본성의. 아무리 중요하고 근본적인 단 하나의 요소가 전체 과거와 암시적으로 미래를 밝히기 위해 요구될 때마다 그것은 단순히 불신을 불러일으키고 면밀한 조사 후에 거부를 불러일으킨다. 마르크스는 그런 어리석은 짓을 저질렀고, 토인비도 어느 정도 그랬다. 둘 다 비평가들에게 손쉬운 먹이가 되었고, 그 결과 오늘날 대부분의 학자들은 역사적 결정론을 너무 파산해서 다시는 해결될 수 없는 사상으로 간주하게 되었다.

## 개인의 권리 억압
다양한 사상가들은 공산주의 국가가 가정된 폭력적인 혁명 과 프롤레타리아 독재, 집단주의적 성격, 개인이 아닌 "대중"에 대한 의존, 역사적 유물론 및 중앙 계획 경제 로 인해 본질적으로 시민의 권리를 침해할 것이라고 주장해 왔다. 이러한 점은 우리가 현재 부르주아 독재에 존재하며 마르크스주의는 결정론적이지 않다고 주장하는 다양한 사상가들에 의해 논의되어 왔다.
미국의 신고전주의 경제학자 밀턴 프리드먼은 사회주의 하에서 자유 시장 경제가 없으면 필연적으로 권위주의적인 정치 체제가 탄생할 것이라고 주장했다. 프리드먼의 견해는 프리드리히 하이에크(Friedrich Hayek) 와 공유되었으며, 그는 또한 자본주의가 민족 국가에서 번영하기 위한 자유의 전제 조건이라고 믿었다. 데이비드 하비(David Harvey)는 사회주의가 개인의 자유를 가능하게 한다고 제안함으로써 그러한 주장에 대응했으며, "개인의 자유와 자유의 성취는 그러한 해방 프로젝트의 중심 목표라고 주장했다. 그러나 그 성취를 위해서는 각자가 함께하는 사회를 집단적으로 건설해야 한다. 우리에게는 각자의 잠재력을 실현할 수 있는 적절한 삶의 기회와 가능성이 있다." 대조적으로, 조나단 차이트는 다음과 같이 썼다. "마르크스주의 이론은 개인의 권리에 관심이 없기 때문에 마르크스주의 정부는 개인의 권리를 짓밟는다. 마르크스주의는 계급 정의의 이론이며, 권리를 긍정적인 선으로 보는 자유주의와는 달리. 마르크스주의자(그리고 자유주의에 대한 다른 좌파 비판자들)는 사회 전체를 확장하거나 축소할 수 있지만 정치적 권리는 억압을 위해 행사되거나 반대하여 행사되는 제로섬 갈등으로 생각한다."
무정부주의자들은 또한 중앙 집중화된 공산주의가 필연적으로 강압과 국가 지배를 창출할 것이라고 주장해 왔다. 미하일 바쿠닌은 마르크스주의 정권이 "전혀 숫자가 많지 않은 새로운 귀족에 의한 대중에 대한 전제적 통제"로 이어질 것이라고 믿었다. 비록 이 새로운 귀족이 프롤레타리아 계급에서 유래했다 하더라도 바쿠닌은 그들의 새로 발견된 권력이 사회에 대한 그들의 견해를 근본적으로 변화시켜 "평범한 노동 대중을 무시"하게 만들 것이라고 주장했다.

## 경제적 측면
마르크스주의 경제학은 여러 가지 이유로 비판을 받아왔다. 일부 비평가들은 자본주의에 대한 마르크스주의 분석을 지적하는 반면, 다른 비평가들은 마르크스주의가 제안한 경제 체제가 실행 불가능하다고 주장한다.
마르크스가 예측한 대로 자본주의의 이윤율이 하락하는 경향이 있을 것이라는 의심도 있다. 1961년 마르크스주의 경제학자 오키시오 노부오( Nobuo Okishio )는 자본가가 비용 절감 기술을 추구하고 실질임금이 오르지 않으면 이윤율은 높아진다는 정리(오키 시오의 정리 )를 고안했다.

### 노동가치론
이러한 가정 중 가장 중요한 것은 노동력의 가치는 실제 임금률에 비례하고, 가변 자본 대 잉여 가치의 비율은 임금 대 이윤의 가격 비율로 주어지며, 때로는 감가상각된 자산의 가치도 비례한다는 것이다. 불변 자본은 자본의 화폐 가격의 일부와 같다. 즉, 연구자는 노동가치론이 '증명'해야 하는 것이 무엇인지 정확하게 가정한다.

노동가치론은 마르크스주의의 가장 일반적으로 비판받는 핵심 이론 중 하나이다.
오스트리아 학파는 이러한 고전 경제학의 기본 이론이 거짓이라고 주장하며, 칼 멩거(Carl Menger) 가 그의 저서 경제학 원론 에서 제시한 후속적이고 현대 적인 주관적 가치 이론을 선호한다. 노동가치론에 대한 마르크스주의와 고전적 신념을 비판한 것은 오스트리아 학파만이 아니었다. 영국 경제학자 알프레드 마샬(Alfred Marshall)은 다음과 같이 마르크스를 공격했다. "공장에서 실을 잣는 것이 노동자 노동의 산물이라는 것은 사실이 아니다. 고용주와 부하 관리자, 그리고 고용된 자본". 마샬은 자본가가 궁극적으로 일을 생산하는 사업 투자를 위해 현재 사용할 수 있는 돈을 희생한다고 지적한다. 이러한 논리에 따르면 자본가는 투자를 통한 만족을 지연시키기 때문에 공장의 작업과 생산성에 기여한다. 마샬은 수요공급의 법칙을 통해 마르크스의 가치론을 공격했다. 마샬에 따르면 가격이나 가치는 공급뿐만 아니라 소비자의 수요에 의해 결정된다. 노동은 비용에 기여하지만 소비자의 욕구와 요구도 마찬가지이다. 모든 가치의 원천인 노동에서 모든 가치를 창출하는 주관적인 개인 평가로의 전환은 마르크스의 경제적 결론과 그의 사회 이론 중 일부를 약화시켰다.
Shimshon Bichler와 Jonathan Nitzan은 노동 가치 이론의 실증적 증거를 보여 주려는 대부분의 연구에서 총 노동 가치를 여러 경제 부문의 총 가격과 비교함으로써 방법론적 오류를 범하는 경우가 많으며 이는 전체적으로 강한 상관 관계를 가져오지만 이는 통계적 오류라고 주장한다. 과장; 저자들은 각 부문의 노동 가치와 가격 사이의 상관관계가 중요하지 않더라도 매우 작은 경우가 많다고 주장했다. Bichler와 Nitzan은 또한 추상적 노동을 측정하는 방법을 정량화하는 것이 어렵기 때문에 연구자들은 가정을 할 수밖에 없다고 주장했다. 그러나 Bichler와 Nitzan은 이러한 가정에 순환 추론이 포함되어 있다고 설명했다.

### 가격 신호의 왜곡과 부재
경제 계산 문제는 사회주의 경제학, 더 정확하게는 중앙 집중식 사회주의 계획 경제에 대한 비판이다. 이는 1920년 오스트리아 학파 경제학자 루트비히 폰 미제스(Ludwig von Mises) 가 처음 제안했고 나중에 프리드리히 하이에크(Friedrich Hayek) 가 자세히 설명했다. 언급된 문제는 경제에서 자원을 합리적으로 분배하는 방법에 대한 것이다. 자유 시장 솔루션은 가격 메커니즘 으로, 사람들은 돈을 지불하려는 의지에 따라 상품이 어떻게 배포되어야 하는지를 개별적으로 결정할 수 있다. 가격은 자원의 풍부함과 바람직함에 대한 내재된 정보를 전달하며, 이는 결국 개인의 합의된 결정을 바탕으로 부족 과 과잉을 방지하는 수정을 가능하게 한다. 미제스와 하이에크는 이것이 유일한 해결책이며, 시장 가격이 제공하는 정보 없이 사회주의는 자원을 합리적으로 할당할 수 있는 방법이 부족하다고 주장했다. 논쟁은 1920년대와 1930년대에 격화되었으며, 논쟁의 특정 시기는 경제 역사가들에 의해 사회주의 계산 논쟁으로 알려지게 되었다. 실제로 소련과 같은 사회주의 국가에서는 수학적 기법을 사용하여 가격을 결정하고 설정했는데 결과는 엇갈렸다.

### 수익 감소
일부 사회주의 비판자들은 소득 공유가 개인의 노동 동기를 감소시키므로 소득을 최대한 개별화해야 한다고 주장했다. 사회주의 비판자들은 모든 사람이 동등한 부를 소유하는 사회에서는 잘한 일에 대해 보상을 받지 못하기 때문에 일할 물질적 인센티브가 있을 수 없다고 주장해 왔다. 그들은 또한 인센티브가 모든 사람의 생산성을 증가시키며 그러한 효과가 상실되면 침체로 이어질 것이라고 설명한다. 존 스튜어트 밀(John Stuart Mill)은 정치경제학의 원리 (1848)에서 다음과 같이 말했다.
인류의 자연스러운 나태함을 간과하는 것은 사회주의자들의 일반적인 오류이다. 수동적이고, 습관의 노예가 되고, 일단 선택한 길을 무한정 고집하는 경향이 있다. 일단 그들이 용인할 수 있다고 생각하는 존재 상태에 도달하게 되면, 그 때부터 정체될 위험이 있다. 개선을 위해 노력하지 않을 것이며, 능력이 녹슬도록 내버려두면 능력이 저하되는 것을 방지하는 데 필요한 에너지조차 잃게 될 것이다. 경쟁은 생각할 수 있는 최선의 자극제가 아닐 수도 있지만, 현재로서는 필요한 자극제이며, 발전을 위해 경쟁이 필수불가결하지 않을 시기가 언제가 될지는 아무도 예측할 수 없다.
그러나 그는 나중에 자신의 견해를 바꾸고 사회주의, 특히 푸리에주의 에 더욱 공감하게 되었으며, 사회주의적 전망을 옹호하고 일부 사회주의적 명분을 옹호하기 위해 정치경제학 원리 에 장을 추가했다. 이 개정 작업에서 그는 또한 협동조합 임금 시스템을 위해 전체 임금 시스템을 폐지해야 한다는 급진적인 제안도 했다. 그럼에도 불구하고 균일과세 개념에 대한 그의 견해 중 일부는 약간 완화된 형태였지만 여전히 남아 있었다.

경제학자 존 케네스 갤브레이스(John Kenneth Galbraith)는 임금이나 보상 측면에서 평등주의를 장려하는 공동체 형태의 사회주의가 인간 동기에 대한 가정이 비현실적이라고 비판했다.
마르크스를 훨씬 넘어 퍼진 이러한 희망(평등주의적 보상이 더 높은 수준의 동기로 이어질 것이라는)은 역사와 인간 경험 모두에서 부적절하다는 것이 입증되었다. 좋든 나쁘든 인간은 그런 높이까지 올라가지 않는다. 여러 세대의 사회주의자들과 사회지향적인 지도자들은 이 사실을 배워 실망스럽고 더 자주 슬픔을 느꼈다. 기본적인 사실은 분명하다. 좋은 사회는 남성과 여성을 있는 그대로 받아들여야 한다는 것이다.
Edgar Hardcastle은 이에 대해 다음과 같이 대답한. "그들은 일하기를 원하며, 사회를 계속 유지하기 위해 일을 해야 한다는 것과 동료 남녀들과 함께 그 일에서 자신의 역할을 하고 있다는 지식에서 주어지는 것보다 더 많은 유인이 필요하지 않다. ." 그는 계속해서 그가 보고 있는 것이 반사회주의자들의 이중 잣대라고 비판하면서 다음과 같이 말했다: "그들이 실업자가 일하지 않고도 인색한 수당을 받는 것에 어떻게 반대하는지 주목할 필요가 있다. 그러나 백만장자(그들 대부분은 상속을 통해 그 지위에 있음)에 대해서는 결코 반대하지 않는다. 사치스러운 나태 속에서 살 수 있다." 아놀드 피터슨(Arnold Petersen) 과 같은 작가들은 수렵채집인들이 이와 같은 문제 없이 원시 공산주의를 실천했기 때문에 이와 같은 주장은 부정확하다고 주장한다.

### 불일치
Vladimir Karpovich Dmitriev 는 1898년에 저술하고 Ladislaus von Bortkiewicz는 1906~1907년에 저술했으며 이후의 비평가들은 칼 마르크스의 가치 이론 과 이윤율 하락 경향에 관한 법칙이 내부적으로 일관성이 없다고 주장해 왔다. 즉, 비평가들은 마르크스가 그의 이론적 전제에서 실제로 따르지 않는 결론을 도출했다고 주장한다. 이러한 오류가 수정되면 총 가격과 이윤은 총 가치와 잉여 가치에 의해 결정되고 동일하다는 마르크스의 결론은 더 이상 유효하지 않다. 이 결과는 노동자 착취가 이윤의 유일한 원천이라는 그의 이론에 의문을 제기한다.
불일치 주장은 1970년대 이후 마르크스주의 경제학과 이를 둘러싼 논쟁의 두드러진 특징이었다. 앤드루 클리먼(Andrew Kliman)은 내부적으로 일관성이 없는 이론은 옳을 수 없기 때문에 이는 마르크스의 정치경제학 비판 과 그에 기초한 현대 연구뿐 아니라 마르크스의 주장된 불일치에 대한 정정을 약화시킨다고 주장한다.
마르크스가 내부적으로 일관성이 없다는 것이 입증되었다고 주장하는 비평가로는 Paul Sweezy, Nobuo Okishio, Ian Steedman, John Roemer, Gary Mongiovi 와 같은 전 및 현재 마르크스주의 및 스라피안 경제학자가 있다. 그리고 David Laibman, 그들은 이 분야가 자본론 에서 제시하고 발전시킨 원래 형태의 정치경제학에 대한 마르크스의 비판 대신에 마르크스 경제학의 올바른 버전에 기초를 두어야 한다고 제안한다.
Kliman과 같이 마르크스 가치 이론의 시간적 단일 체계 해석 (TSSI) 지지자들은 가정된 불일치가 실제로는 잘못된 해석의 결과라고 주장하며, 마르크스의 이론이 "시간적" 및 "단일 체계"로 이해될 때 주장되는 내용은 다음과 같다. 내부 불일치가 사라졌다. 논쟁에 대한 최근 조사에서 Kliman은 "불일치의 증거는 더 이상 옹호되지 않게 되었다. 마르크스에 대한 전체 사건은 해석적 문제로 축소되었다"라고 결론지었다.

## 마르크스주의 비판과 한국
한국에서 마르크스주의는 국가의 분단과 사회주의 체제로부터 비롯된 분쟁과 혼란의 문맥에서 등장했다. 한국전쟁 후 남북 간의 이념적 대립과 사회주의 체제 수립을 위한 움직임으로 인해 마르크스주의가 두드러졌다. 그러나 이로 인해 국가적 갈등과 분열이 심화되며, 사회적 불안과 갈등을 유발했다.
학생운동이 활발했던 1980년대, 마르크스주의가 사회 변화와 혁명을 이끌어 낼 이념으로 채택되었다. 첫 시작은 1960년대와 1970년대의 민주화 운동은 사회주의와 자유주의 간의 대립으로 이어졌고, 마르크스주의는 1970년대부터 학생운동과 인권 운동에서 중요한 역할을 했다. 그러나 이는 동시에 사회적 혼란과 분열을 초래했으며, 이념 간 충돌과 갈등을 심화시켰다.
정치적으로는 마르크스주의가 당시의 정치적 이해와 대립의 대상이었다. 특히 한국의 경제성장과 민주화 과정에서 자본주의와 민주주의가 주류를 이루면서, 마르크스주의에 대한 비판과 거부가 나타났다. 정치인들과 역사학자, 철학자들은 이러한 이념의 충돌과 사회 변화의 과정에서 마르크스주의에 대한 다양한 비판을 제시했다.
마르크스주의는 한국에서 이념적인 대립과 사회적 논쟁을 일으키면서, 이러한 상황은 한국 사회의 발전과 변화에 영향을 주었다. 그 결과, 이러한 다양한 이념들 간의 충돌과 대립으로 한국 사회와 정치가 형성되었으며, 마르크스주의에 대한 비판은 이러한 사회적, 정치적 변화의 한 단면으로 작용했다.

## 같이 보기
- 사회주의 비판